# À la vie, à la mort (Jérôme K. Jérôme Bloche)
Pour les articles homonymes, voir À la vie, à la mort (homonymie).
À la vie, à la mort est le 3e album de la série de bande dessinée Jérôme K. Jérôme Bloche de Makyo et Alain Dodier. L'ouvrage est publié en 1986.

## Synopsis
Jérôme, sous prétexte d’une visite à sa famille, se rend à Bergues sur la requête de sa grand-mère pour enquêter sur une mystérieuse affaire qui perturbe le quotidien des habitants de la petite ville. Décidant d’accomplir la dernière partie du voyage entre Dunkerque et Bergues à Solex, Jérôme est pris sous un orage et attrape un rhume. Il finit par arriver, détrempé et en retard, chez son oncle Sébastien Bloche – qui partage la demeure familiale avec la tante et la grand-mère de Jérôme.
Mis au courant de la véritable raison de sa visite, son oncle lui explique l’affaire : récemment, plusieurs personnes parmi les habitants les plus pauvres de la ville ont trouvé dans leur boîte aux lettres une forte somme d’argent liquide, toujours la même : deux millions d’anciens francs. Une rapide enquête de police auprès des notables locaux n’a rien donné et personne ne sait quel mystérieux mécène se cache derrière ces dons anonymes.
Pendant la nuit, un homme masqué dépose une lettre dans la boîte aux lettres de l’oncle Bloche. Le lendemain, celui-ci la lit et comprend alors ce qui se passe mais n’en parle à personne. De son côté,  Jérôme dont le rhume s’est aggravé va voir le médecin local, le Dr Kara, puis décide finalement de se soigner à l’aide de plantes et, en se rendant à l’herboristerie locale, fait la connaissance de la vieille herboriste.
Revenu chez son oncle, il raconte sa rencontre avec l’herboriste à sa grand-mère et apprend que le fils de l’herboriste est « mort trois fois » - il souffrait en réalité de catalepsies, et a succombé à la dernière crise.
La nuit venue, Jérôme n’arrive pas à dormir à cause de la vitamine C qu’il a prise pendant la soirée et décide d’aller se promener dans les rues. Il surprend un homme glisser une enveloppe dans la boîte aux lettres de quelqu’un et le prend en chasse, puis le rattrape sur les remparts de Bergues grâce à sa bonne connaissance des lieux. Il découvre alors que l’inconnu n’est autre que son oncle, qui lui apprend alors la vérité au sujet des enveloppes d’argent : il s’agit de l’œuvre d’un maître-chanteur. Sébastien Bloche vient ainsi de déposer une enveloppe de deux millions d’anciens francs chez quelqu’un, mais refuse d’en dire plus à Jérôme. Il lui précise toutefois qu’il n’est pas à l’origine des autres dépôts d’argent.
Le lendemain, Jérôme se rend à l’adresse à laquelle son oncle a déposé l’argent pendant la nuit. L’homme qui lui ouvre lui déclare s’appeler Alfred Kenabeele et explique à Jérôme qu’il n’a rien demandé et ne veut pas d’ennuis, ayant déjà fait 12 ans de prison. Lorsque Jérôme se présente à son tour, Kenabeele le chasse de chez lui à coups de fusil car il ne veut « plus voir un Bloche ». De retour chez l’oncle Sébastien, Jérôme apprend que Kenabeele est en fait son ancien associé qu’il a ruiné en rachetant ses parts de sa femme (que Mr Kenabeele avait tuée, ce qui l’a envoyé en prison) pendant son séjour en prison. Selon l’oncle, Kenabeele ne peut pas être le maître-chanteur car s’il savait ce que sait ce dernier, il ne le ferait pas chanter, il le tuerait. Jérôme en conclut que le maître-chanteur joue les justiciers et qu’il a l’air de connaître les petits secrets de bon nombre d’habitants de Bergues.
La nuit suivante, Jérôme décide d’observer la ville depuis le haut du beffroi. Il fait la rencontre du gardien et carillonneur du beffroi, un nain, qui le laisse monter tout en haut sans lui. Pendant la nuit, Jérôme aperçoit quelqu’un déposer une enveloppe dans la boîte aux lettres du beffroi, puis remarque un homme masqué qui semble veiller au bon déroulement de l’opération. En se ruant dans l’escalier pour tenter de rattraper l’homme masqué, Jérôme fait une chute et doit abandonner la poursuite. Le carillonneur, tiré de son sommeil, l’emmène dans son appartement pour le soigner. Jérôme lui apprend alors qu’il est l’heureux bénéficiaire de la somme d’argent.
Le lendemain, les mégères du village discutent du dernier dépôt d’argent chez « le nain ». La grand-mère de Jérôme les sermonne puis va apporter un bouquet à Jérôme qui attend son tour chez le médecin pour sa chute dans les escaliers ; elle lui demande de donner le bouquet à Mme Kara, la femme du docteur. Jérôme fait ainsi la connaissance de Mme Kara, qui est en fauteuil roulant. 
Le soir, Jérôme se poste en observation sur les remparts. Soudain, il aperçoit Mme Kara en train de marcher sur les remparts ; mais son rhume le trahit et Mme Kara disparaît. Après avoir découvert par où elle s’est enfuie – un souterrain fermé d’une porte – Jérôme aperçoit le carillonneur ressortir du même endroit.
Il suit alors ce dernier jusqu’à chez lui et l’observe par la fenêtre jouer de l’orgue sans faire le moindre bruit. Le carillonneur fait alors un malaise et Jérôme casse un carreau pour rentrer, puis appelle le Dr Kara. Ce dernier arrive très vite et emmène le carillonneur dans sa voiture sans donner plus d’explications sur sa condition. Jérôme resté seul dans l’appartement constate que l’orgue émet des ultrasons. Ayant profité du malaise du carillonneur pour lui faire les poches, et ayant trouvé une clef, Jérôme se rend alors de nouveau dans les remparts et après avoir ouvert la porte, aboutit à un laboratoire souterrain dans lequel le Dr Kara est en train de ranimer le gardien du beffroi.
Le lendemain, le sculpteur Van Icke est retrouvé assassiné chez lui. Jérôme inspecte les lieux et s’intéresse à de petites statuettes dont certaines sont renversées. Subitement, il se souvient qu’il doit aller chercher Babette à la gare. À son arrivée, cette dernière se met en colère car il est en retard et lui crie son mécontentement. Jérôme, ayant le réflexe de se boucher les oreilles, comprend alors la signification des statuettes renversées : chacune représente un son correspondant à une lettre de l’alphabet. Le sculpteur, retrouvé mort à côté de ces statuettes, aura sans doute reconnu son assassin et tenté de donner son identité en renversant les lettres qui composent son nom.
Noël se passe alors que Jérôme tente de déchiffrer l’anagramme. Babette lui apprend qu’au cours du repas, elle a déclaré à sa grand-mère qu’ils étaient fiancés ; elle se fâche et fond en larmes lorsque Jérôme panique à cette annonce. Cependant, ils se réconcilient et passent la nuit ensemble. Au matin, Jérôme se réveille seul et trouve la solution de l’anagramme écrite par Babette sur le miroir de la chambre : il s’agit de « Bossuet ». Une lettre anonyme glissée sous la porte l’avertit que sa fiancée a été enlevée et qu’il ne doit pas prévenir la police.
Deux mois plus tard (bizarrement, ni l’employeur ni la famille de Babette ne s’étonnent de son absence !) Jérôme n’a pas beaucoup avancé mais sait au moins qui est Bossuet : il s’agit du fils de l’herboriste, celui qui est « mort trois fois ». Pendant un carnaval local, il aperçoit l’homme masqué dans la foule mais perd sa trace. Il décide alors d’aller vérifier dans la tombe de Bossuet et trouve le corps inanimé de Babette.
Jérôme se rue alors chez le Dr Kara pour que celui-ci la ranime et se fait assommer par Bossuet. Mme Kara lui explique que ce dernier n’est plus en possession de toutes ses facultés et lui dit que le docteur Kara l’avait enfermé à la suite du meurtre du sculpteur mais que Bossuet a réussi à s’échapper. Depuis, le docteur Kara le recherche. Mme Kara conseille alors à Jérôme d’aller à l’herboristerie, où il se fait surprendre par le docteur Kara qui, armé d’un revolver, tente de prendre Bossuet au piège. Il le maîtrise et le force à aller réveiller Babette. Pendant le trajet, le docteur explique à Jérôme qu’il a inventé un moyen de soigner sa femme paralytique en employant le transfert d’énergies et en utilisant les services du carillonneur – qui sert de « pile » – et de Bossuet – qui possède les mêmes caractéristiques que Mme Kara et sert en quelque sorte de « transformateur ». Ces deux personnes y trouvent chacun un avantage : le carillonneur, un musicien, augmente sa perception des sons tandis que Bossuet, cardiaque, voit son espérance de vie rallonger.
Cependant, Bossuet, rendu peu à peu fou par l’expérience, se croit investi d’une mission divine et a commencé à jouer les redresseurs de torts en faisant chanter les notables de Bergues et en les forçant à distribuer d’importantes sommes d’argent.
Tandis que Jérôme et le docteur Kara sont occupés à réveiller Babette, Bossuet arrive et les enferme dans son caveau. Il est alors abattu par Mme Kara, qui a perdu goût à la vie depuis son accident et veut ainsi mettre un terme aux efforts de son mari pour la sauver.
L’album se termine alors que Babette et Jérôme reprennent le train pour Paris.

## Personnages principaux
Jérôme K Jérôme Bloche
Sébastien Bloche, l'oncle de Jérôme
Babette
Le docteur Kara
Madame Kara
Marthe Bloche, la grand-mère de Jérôme
Bossuet
Monsieur Lapis, le gardien du beffroy